# Noel Sickles
Noel Douglas Sickles (24 de janeiro de 1910 – 3 de outubro de 1982) foi um ilustrador comercial e cartunista americano, mais conhecido pela tira de jornal Scorchy Smith.
Sickles nasceu em Chillicothe, Ohio. Largamente autodidata, sua carreira começou como cartunista político para o Ohio State Journal no final da década de 1920. Nessa época, ele conheceu e dividiu um estúdio com o cartunista Milton Caniff, que então trabalhava para o Columbus Dispatch. Sickles seguiu Caniff, criador da tira Terry e os Piratas, para Nova York em 1933, onde ambos trabalharam inicialmente como artistas da equipe da Associated Press.

## Scorchy Smith
Sickles foi designado para a tira de ação e aventura Scorchy Smith, cujo criador, John Terry, sofria de tuberculose. Livremente inspirado em Charles Lindbergh, Scorchy era um piloto freelancer que vivia aventuras explosivas ao redor do mundo. A série, que começou em 1930, foi fortemente influenciada pela tira de aventura Wash Tubbs, de Roy Crane. Sickles inicialmente ilustrava a tira como ghost artist (artista não creditado), mas passou a assinar seu próprio nome após a morte de Terry em 1934.
A arte de Sickles foi muito admirada e teve grande influência sobre outros artistas de tiras de jornal. Suas composições tinham estilo cinematográfico, e ele usava um traço enérgico e impressionista, que chamava de "chiaroscuro". Também era habilidoso na aplicação do meio de sombreamento Zipatone. Sickles e Caniff trabalharam juntos por dois anos, às vezes escrevendo e desenhando as tiras um do outro. Caniff reconheceu ter sido fortemente influenciado por Sickles.
O cartunista Alex Toth, reconhecendo a influência de Sickles em seu próprio trabalho, o descreveu como um "ilustrador/jornalista" que "não exagerava. Ele não fazia caricatura das coisas. Ele mantinha tudo real!".
John Romita também reconheceu a importância do trabalho de Sickles: "Toth despertou todo mundo. Todos descobriram Scorchy Smith. Descobriram o Sickles porque Toth talvez tivesse umas 300 tiras diárias de Noel Sickles empilhadas em fotostatos. As pessoas copiavam dessas tiras e as compartilhavam entre si. A indústria inteira estava usando aquelas tiras de Scorchy Smith. Foi quando percebi que Caniff e Sickles haviam desenvolvido aquele estilo juntos. Todos nós viemos disso. Acho que acendeu uma chama na indústria inteira."

## Ilustração para revistas
Sickles pediu um aumento salarial à Associated Press em 1936 e, ao ser recusado, pediu demissão, tornando-se um bem-sucedido ilustrador comercial. Ele também trabalhou como ghost artist da tira diária The Adventures of Patsy, mas, fora isso, dedicou o restante da carreira à ilustração de revistas. Para a revista Life, ilustrou as publicações originais de The Old Man and the Sea e The Bridges at Toko-Ri.

## Prêmios e reimpressões
Recebeu o Prêmio de Publicidade e Ilustração da National Cartoonists Society em 1960 e 1962. Suas tiras de Scorchy Smith foram reimpressas em Famous Funnies e em duas coletâneas publicadas pela Nostalgia Press na década de 1970. O final de sua fase foi republicado em Big Fun Comics (publicado pelo American Comic Archive), que também lançou as tiras de Bert Christman na série. Em 2008, a IDW Publishing publicou Scorchy Smith and the Art of Noel Sickles, que compila toda a fase de 1933–36 de Sickles em Scorchy Smith. ISBN: 1-60010-206-9.
Ele recebeu o Prêmio Inkpot em 1976.
Em 1983, Sickles foi introduzido postumamente no Hall da Fama da Society of Illustrators.

## Morte
Sickles faleceu em Tucson, Arizona, no dia 3 de outubro de 1982. Foi sepultado no Cemitério Grandview, em Chillicothe, Condado de Ross, Ohio.